# Obelisk
Obelisk (Обелиск) è un film del 1977 diretto da Ričard Nikolaevič Viktorov.

## Trama
Durante l'occupazione tedesca, l'insegnante bielorusso Ales' Moroz non abbandona i suoi reparti, instillando in loro volontà e coraggio. Un giorno, gli studenti, disobbedendo al loro insegnante, decidono di vendicare i loro genitori. A seguito di un fallito attentato alla vita degli scagnozzi fascisti, i bambini vengono catturati. Non trovando appoggio dai partigiani, Ales decide di condividere la sorte dei suoi studenti e si arrende al nemico, che nel dopoguerra viene considerato un tradimento. Solo uno dei suoi discepoli, Pavel Miklashevič, sopravvisse miracolosamente fino al Giorno della Vittoria. Continuando il lavoro dell'insegnante, Pavel dedica la sua vita a ripristinare il buon nome di Ales' Moroz.